# میهن‌دوستی (جانوران)

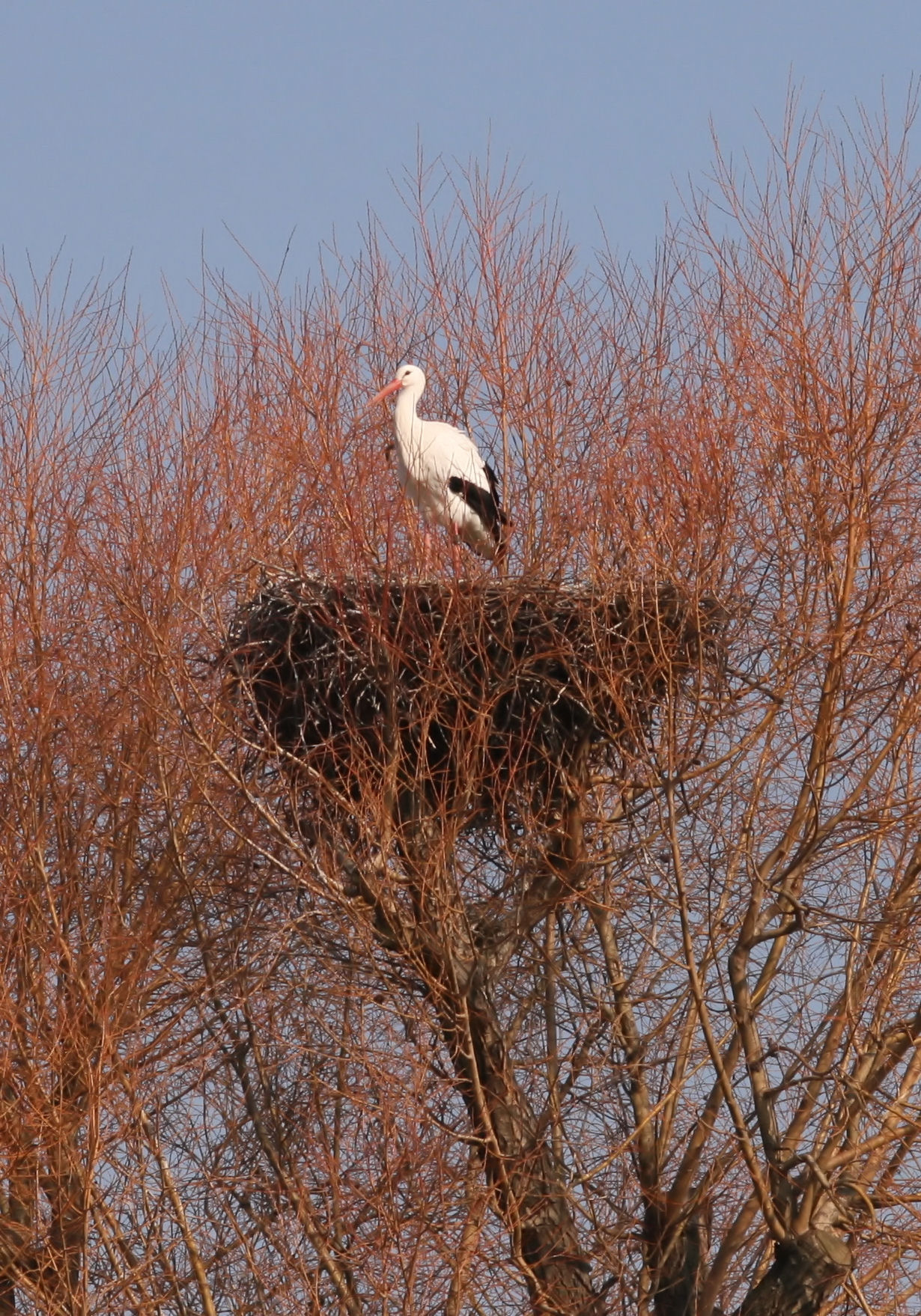
پرندگان مهاجر

میهن‌دوستی (به انگلیسی: Philopatry) تمایل یک جاندار به ماندن یا بازگشت عادت‌گونه به یک منطقه خاص است. دلایل میهن‌دوستی متعدد است، اما میهن‌دوستی نوزادی (Natal philopatry)، که در آن جانوران برای تولیدمثل به زادگاه خود بازمی‌گردند، ممکن است رایج‌ترین آن باشد. این اصطلاح از ریشه یونانی philo به معنی «دوستی، دوست‌داشتن» و Patra به معنی «سرزمین پدری» یا در فارسی «میهن» گرفته شده‌است. اگرچه در سال‌های اخیر این اصطلاح به چیزی بیش از زادگاه جانور گفته شده‌است. استفاده اخیر به جانورانی اشاره دارد که بر خلاف اینکه در آنجا زاده نشده‌اند، برای تولیدمثل به همان منطقه بازمی‌گردند و گونه‌های مهاجری که وفاداری به زیستگاه را نشان می‌دهند: استفاده دوباره از توقفگاه‌ها، استراحتگاه‌ها و زمین‌های زمستان‌گذرانی.